# Забывающий функтор
Забывающий функтор (стирающий функтор) — теоретико-категорный функтор, который «забывает» некоторые или все алгебраические структуры и свойства исходной области, то есть переводит области, наделённые дополнительными структурами и свойствами, в кообласти с меньшими ограничениями.
Понятие не имеет строгого определения и используется для качественной характеризации преобразований, производимых такого рода функторами. Для алгебраической структуры с заданным набором операций эти преобразования можно описать как сокращение сигнатуры, например, забывающим является функтор, сопоставляющий каждому кольцу из категории колец {\displaystyle \mathbf {Rng} } его аддитивную абелеву группу из категории {\displaystyle \mathbf {Ab} } и переводящий гомоморфизмы колец в гомоморфизмы групп. Сигнатура может становится пустой, то есть кообластью такого функтора оказывается множество-носитель исходной структуры, примером такого функтора может служить преобразование групп из категории групп {\displaystyle \mathbf {Grp} } во множества их элементов из категории {\displaystyle \mathbf {Set} }, переводящее гомоморфизмы в «обычные» отображения множеств. Поскольку многие конструкции в математике описываются как множества с дополнительной структурой, забывающий функтор во множество-носитель является наиболее часто встречающимся примером на практике; возможность построения забывающего функтора в категорию множеств лежит в основе важного понятия конкретной категории. Кроме того, забывающий функтор может сохранять структуры, но при этом снижать ограничения по свойствам.

## Пример
В качестве примера можно привести несколько забывающих функторов из категории коммутативных колец. Коммутативное кольцо, описанное на языке универсальной алгебры — это набор <R, +, *, a, 0, 1 >, удовлетворяющий определённым аксиомам; здесь + и * — бинарные операции на множестве R, a — унарная операция (взятие противоположного элемента по сложению), 0 и 1 — нульарные операции взятия тождественных элементов по сложению и умножению. Удаление единицы соответствует забывающему функтору в категорию колец без единицы; удаление * и 1 соответствует функтору в категорию абелевых групп, который сопоставляет каждому кольцу его группу по сложению. При этом каждому морфизму колец сопоставляется та же самая функция, только рассматриваемая как морфизм абелевых групп. Удаление всей сигнатуры соответствует функтору в категорию множеств.

## Стирание структуры и свойств
Есть определённые различия между теми функторами, которые «забывают структуру», и теми, которые «забывают только свойства». Если функторы {\displaystyle \mathbf {Rng} \to \mathbf {Ab} } и {\displaystyle \mathbf {Grp} \to \mathbf {Set} } «стирают» операции, то в качестве примера функтора, теряющего свойства, можно привести преобразование из категории абелевых групп в категорию групп, утрачивающий аксиому коммутативности умножения, но сохраняющий все операции.
Забывающие функторы почти всегда являются унивалентными. Например, конкретные категории определяются как категории, допускающие унивалентный функтор в категорию множеств. Функторы, забывающие аксиомы, всегда будут вполне унивалентными.

## Левый сопряжённый функтор
Забывающие функторы довольно часто имеют левые сопряжённые функторы, которые конструируют свободные объекты (англ. free object). Например:
- свободный модуль: забывающий функтор из {\displaystyle \mathbf {Mod} (R)} (категории {\displaystyle R}-модулей) в {\displaystyle \mathbf {Set} } имеет левый сопряжённый {\displaystyle \operatorname {Free} _{R}}, соответствующий отображению {\displaystyle X\mapsto \operatorname {Free} _{R}(X)}, множества {\displaystyle X} в свободный {\displaystyle R}-модуль с базисом {\displaystyle X};
- свободная группа;
- тензорная алгебра.

В данном случае сопряжённость интерпретируется следующим образом: взяв множество X и построенный на нём объект (например, модуль M), отображения множеств {\displaystyle X\to M} однозначно соответствуют отображениям модулей {\displaystyle \operatorname {Free} _{R}(X)\to M}. В случае векторных пространств об этом обычно говорят так: «отображение задаётся образами базисных векторов, и базисные вектора можно отправить куда угодно», этот факт выражается формулой:
{\displaystyle \operatorname {Hom} _{\mathbf {Mod} _{R}}(\operatorname {Free} _{R}(X),M)=\operatorname {Hom} _{\mathbf {Set} }(X,\operatorname {Forget} (M))}.
Категория полей — пример категории, где забывающий функтор не имеет сопряжённого: не существует поля, удовлетворяющего свободному универсальному свойству для множества X.